# Cuenca del Sistán
La cuenca del Sistán es una cuenca endorreica interior que comprende gran parte del suroeste de Afganistán y del sureste de Irán, una de las regiones más secas del mundo y un área sometida a una prolongada sequía. Esta cuenca hidrográfica está formada por un sistema de ríos que fluyen desde las montañas de Afganistán hasta desaguar en un conjunto de lagos de agua dulce y áreas pantanosas; estos, a su vez, en época de grandes lluvias se desbordan y acaban fluyendo en la depresión salina de Godzareh, en Afganistán, el destino final. El río Helmand drena la mayor cuenca hidrográfica, alimentada principalmente por el deshielo de las montañas de Hindú Kush, pero otros ríos contribuyen también.
Una colina de basalto, conocida como monte Khajeh, se levanta junto a los lagos y pantanos de la cuenca.

## Lagos
En la parte más baja de la cuenca del Sistán hay una serie de lagos poco profundos, conocidos como hamuns. Parece que en el pasado había un único lago, el lago Hamun, pero ahora hay tres lagos separados. De norte a sur de los lagos son los siguientes:

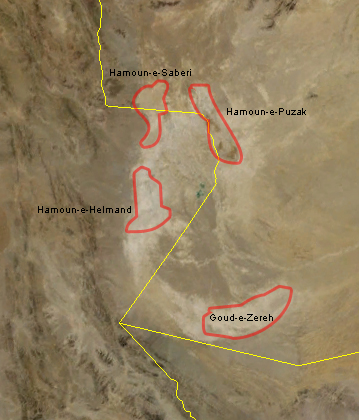
Vista de la cadena de lagos o hamun

- Hamun-e Puzak, que se encuentra principalmente en Afganistán y recibe las aguas del canal de Shelah Charj del río Helmand, y también desde el río Jash y otros pequeños ríos.[4]

- Hamun-e Sabari, localizado a caballo entre Irán y Afganistán y recibe las aguas del ramal Parian del río Helmand, y del río Farah (de 560 km) y el río Harut (400 km).[4]

- Hamun-e Helmand, localizado totalmente en Irán, en el que llega la mayor proporción de aguas del río Helmand por un canal conocido como el Rud-e Sistan.

### Hidrología
En tiempos de inundaciones los hamuns se unen en un gran lago, y una vez cada 20 años, más o menos, las crecidas provocan un desbordamiento del Hamun-e Helmand por un río normalmente seco, conocido como el Shela Rud, terminando en la depresión Godzareh. En 1885 hubo una inundación excepcional y las aguas llenaron la depresión durante tres años.
En los últimos años, especialmente durante la sequía de 1998 a 2005, los hamuns se han secado completamente.

## Importancia ecológica
Dado que la economía de la región se basa en la agricultura, la subsistencia depende del deshielo y las precipitaciones en las altas montañas para mantener la salud de la cuenca Sistán y sus humedales. Esta fuente de agua varia mucho con el tiempo, lo que provoca problemas fundamentales para la supervivencia de los asentamientos humanos en la zona. Una severa sequía comenzó a finales del siglo XX y duro seis años, hasta 2005, con consecuencias extremas para la población.
La supervivencia económica de la región depende de los productos del humedal. Por ejemplo, los lechos de juncos proporcionan alimento para el ganado, combustible para cocinar y calentarse, y materias primas para estructuras y artesanías. La disponibilidad de agua afecta a los ingresos derivados de la pesca y de la caza, una importante fuente de ingresos. El resultado de la sequía ha sido el colapso de la economía local, así como la destrucción del sistema ecológico de los humedales, causando daños a la agricultura en el delta que se basa en la irrigación desde el río Helmand.

## Arqueología
Durante más de 5.000 años la cuenca del Sistán ha estado habitada por culturas sofisticadas y por ello tiene algunos sitios arqueológicos clave. Shahr-i Sokhta, o «ciudad quemada», en Irán, una ciudad construida en 3100 a. C. cerca de un ramal ahora seco del río Helmand, fue abandonada unos mil años después, muy probablemente debido a cambios en el clima que alteraron el curso del río. Las ciudades afganas de Kang y Zaranj fueron los principales centros culturales medievales, ahora cubiertas por la arena. Aquí, signos de sistemas de riego históricos, incluyendo canales, son todavía visibles en las áreas de Dasht-e-Margo y Chakhansur, mientras que otros canales están llenos de sedimento, y los campos agrícolas yacen enterrados por la cambiante arena. Hoy en día la zona está escasamente poblada.
Las excavaciones también han revelado una ciudadela compleja, y los restos de un templo de fuego zoroastriano en el monte Khajeh.